# (15449) 1998 XS30
A (15449) 1998 XS30 a Naprendszer kisbolygóövében található aszteroida. A LINEAR projekt keretében fedezték fel 1998. december 14-én.